# Preso No. 1
Preso No. 1 é uma série de televisão de drama e suspense político americana produzida pela Keshet International e Telemundo Global Studios para Telemundo baseada numa ideia original de Shira Hadad e Dror Mishani, que também são produtores executivos. Estreou em 30 de julho de 2019 e terminou em 27 de setembro de 2019.
É protagonizada por Erik Hayser e Alejandra Ambrosi e antagonizada por Mariana Seoane, Arturo Peniche, Angélica Celaya, Luis Felipe Tovar e Luis Gatica e atuaçãoes estelares de Alejandro de la Madrid, Damián Alcázar y Eduardo Victoria e os primeiros atores Otto Sirgo e Guillermo Quintanilla.
Embora a Telemundo não tenha renovado a série para uma segunda temporada, o episódio final da série terminou sem a respectiva frase "Fim" ou "Continua". Terminando a série com um final aberto é possível produzir uma segunda temporada.

## Sinopse
Carmelo Alvarado é um homem de origem humilde e valores fortes que, graças ao seu carisma e inteligência, se torna o presidente do México. Carmelo é acusado injustamente e preso por uma fraude milionária que não cometeu, causando um escândalo no país. Levado à cadeia injustamente, Carmelo lutará contra o sistema corrupto por trás do esquema de fraude para limpar seu nome, pela honra de seu país e de sua família.

## Produção
A novela foi apresentada em maio de 2018 durante o Up-front da Telemundo, para a temporada de televisão 2018-2019 e era originalmente conhecida como Prisionero No.1. 
A produção da novela começou em 29 de janeiro de 2019, nas praias do município de Villa de Allende. Cerca de 200 figurantes foram chamados para a chamada de produção, que terminou em 2 de fevereiro de 2019 naquele local e depois continuou sendo gravada em outros estados do México. As filmagens foram supervisionadas pelo diretor da Argos Comunicación, Terry Fernández Rivas, juntamente com Irving Aranda Ocampo.
É uma produção da Telemundo Global Studios e Argos Communication, co-desenvolvido com a Keshet International, criadora da bem sucedida série Prisoners of War, na qual Homeland se baseia. A produção é escrita por Luis Felipe Ybarra, dirigida por Pitipol Ybarra, Javier Patrón Fox e Javier Sola. Além disso, a produção executiva geral foi fornecida por Marcos Santana, Mariana Iskandarani e Marcel Ferrer como produtores executivos da Telemundo, e Dror Mishani com Shira Hadad, Avi Nir, Karni Ziv e Kelly Wright servindo como produtores executivos para Keshet International. A produção teve 60 episódios produzidos, foi filmado inteiramente na Cidade do México e seus arredores, inclusive utilizaram a antiga sede doSenado da República , no Centro Histórico, para produção. 
A série foi criada com base em se aventurar em um novo gênero televisivo como o thriller político e mudar o rumo das "narconovelas". Erik Hayser, Arturo Peniche e Alejandra Ambrosi explicaram a necessidade de novas "figuras heróicas" aparecerem na telinha. A história mostra os primórdios dos protagonistas com ativismo político desde a Revolução Zapatista de 1994 no estado mexicano de Chiapas e desenvolve a ação em diferentes partes do México e dos Estados Unidos. 17 18
Erik Hayser, que posteriormente filmou o trailer da novela, foi escolhido como o principal protagonista da série, e para a criação de seu personagem se inspirou em figuras políticas como Eduardo Galeano e o Subcomandante Marcos. Embora não seja a primeira vez que Hayser interpreta um presidente mexicano, ele já havia interpretado um presidente na série Ingobernable da Netflix , junto com Kate del Castillo.
Sobre sua participação no drama político, o ator destacou os governadores de diversos países e comentou que: "É difícil acreditar que agora o público está prestes a conhecer um [presidente inocente] que acaba na cadeia e que, por isso, ele acaba parecendo um herói, algo difícil de acreditar e longe de ser uma realidade atual. Segundo Hayser, a novela mostra um herói diferente dos já conhecidos na tela da Telemundo, ao contrário de traficantes de drogas como Aurelio Casillas de El señor de los cielos e Teresa Mendoza de La reina del sur.
Para a preparação de Carmelo Alvarado, Hayser leu vários livros sobre a história do México e presidentes subsequentes. Ele também leu a história de Ernesto Guevara, mais conhecido como "Che Guevara", e a história da revolução cubana. Além de Hayser, Arturo Peniche , que havia trabalhado com a Telemundo em 2007 , desde sua última novela Vitória , retornou à emissora como parte do elenco principal da novela interpretando Pedro Islas, que o ator descreveu como um personagem cheio de de nuances porque é escuro, transparente, manipulador, egocêntrico, arrogante

## Elenco
- Erik Hayser como Carmelo Alvarado Mateos
- Alejandra Ambrosi como Carolina Arteaga[5]
- Alejandro de la Madrid como Bautista Fernández[5]
- Mariana Seoane como Pía Bolaños
- Arturo Peniche como Pedro Islas Cardán
- Angélica Celaya como Miranda Collins
- Otto Sirgo como Benito Rivas[5]
- Guillermo Quintanilla como el Coronel Ignacio Mayorga[5]
- Luis Felipe Tovar como el Comandante Hugo Piña[6]
- Roberto Sosa como Ramsés Cota "El Faraón"[7]
- Damián Alcázar como Salvador Fraga "El Plural"[7]
- Emilio Guerrero como Toño
- Fernando Ciangherotti como Guido Espinosa Palao[5]
- Luis Gatica como Adonis Madrigal[5]
- Roberto Ballesteros como Dagoberto Lazcano[5]
- Carmen Beato como Hortensia Mateos de Alvarado[5]
- Aldo Gallardo como Joe Moreno[5]
- Eduardo Victoria como Francisco Canales[5]
- Erick Chapa como Juan Islas Limantour[5]
- Claudio Lafarga como Emanuel Porrúa[5]
- Diego Klein como Tuerto[5]
- Tomás Goros como el Capitán Segovia[5]
- David Ostrosky como Belisario García Ponce de León[5]
- Paulina Matos como Sarah Alvarado Arteaga[5]
- Estefanía Coppola como Isabel Alvarado Arteaga[5]
- Laura Palma como Jacinta[5]
- Rocío Verdejo como Rita Franco[5]
- Luz Ramos como Clara Nevares[5]
- Ale Müller como Diana García Nevares[5]
- Claudia Pineda como Amalia[5]
- Thanya López como Eva[5]
- Rodrigo Oviedo como Adán[5]
- Zamia Fandiño como Gina[5]
- Jaime del Águila como Claudio Travulse[5]
- Juan Martín Jáuregui como Ricardo Montero[5]
- Magali Boyselle como Josefina[5]
- Orlando Moguel como Amador[5]
- Luciana Silveyra como Virginia Carranza[5]
- Carlos Hays como Federico Iturbe[5]
- Patricio Gallardo como Jaime Bracamontes[5]
- Alexis Valdés como Carmelo Alvarado Mateos (jovem)[5]
- Fabiola Guajardo como Carolina Arteaga (jovem)[5]